# 新卡斯蒂利亞 (梅塔省)
新卡斯蒂利亞是哥倫比亞的城鎮，位於該國中部，由梅塔省負責管轄，距離首府比亞維森西奧58公里，始建於1925年，面積503平方公里，海拔高度492米，2005年人口7,258。